# Long Valley (dal i Antarktis)
Long Valley är en dal i Antarktis. Den ligger i den centrala delen av kontinenten. Inget land gör anspråk på området.